# Bolivia (Cuba)
Pour les articles homonymes, voir Bolivia.
Bolivia est une localité et une municipalité de Cuba dans la province de Ciego de Ávila.

## Géographie

### Situation
La municipalité est sur la côte nord de Cuba, à 493 km au sud-est de La Havane et 73 km nord-est de sa capitale de province Ciego de Ávila.
La ville de Bolivia se trouve à environ 12 km du site côtier le plus proche, Playa Cunagua.

Municipalité de Bolivia dans la province de Ciego de Ávila

### Divisions administratives
La municipalité comprend six consejos populares :
- Bolivia
- La Loma
- Yarual
- Liborio
- Miraflores Nuevo
- Mamey
- La 30

### Présentation
La municipalité, créée lors de la réforme territoriale d'octobre 1976, a une surface de 894,14 km2. Elle inclut deux petites îles (caye) de l'archipel de Jardines del Rey (une partie de l'archipel Sabana-Camagüey) : cayo Alto et cayo Alto Remanemte, toutes deux dans la baie de Perros au sud du cayo Romano Occidental. Une petite partie de la côte à l’est borde la baie de Jiguey.
Les terres côtières sont des zones humides, particulièrement dans le nord-ouest de la municipalité. Au sud-ouest se trouve un lac de retenue : embalse Puerte Largo, dont une bonne partie est également marécageuse ; le sud-ouest de ce lac se trouve sur Morón.

## Population
En 2022, la population de la municipalité était estimée à 15 055 habitants ; pour une surface de 892 km2, la densité de population est de 16,88 habitants/km².

## Histoire
En 1917 une usine de sucre est installée ; l'endroit est alors appelé Cunagua. Un village se crée, dont 25 villas abritant responsables de l'usine, ingénieurs, médecins, inspecteurs de terrain et le chef de la garde rurale. S'y trouvent également 80 maisons pour les ouvriers, et des baraques occupées principalement par des Haïtiens et des Jamaïcains. À cette époque, la seule voie pour aller à Morón est le train : il n’y a pas de route et tous les environs sont essentiellement marécageux. Les déplacements se font à cheval et en bateau. Un pont de planches est construit en 1933. 

La Compagnie de Cunagua appartient à Antonio González de Mendoza, originaire de La Havane, ingénieur en mécanique et diplômé d’une université des États-Unis spécialiste de la fabrication de sucre. Mendoza fait établir un projet de construction pour le centre du village, dans le style des constructions du sud des États-Unis à la fin du XIXe siècle. L'année suivante, il vend les propriétés à l'American Sugar Company; avec la condition que lui-même reste président de la société à Cuba.